# Sérgio Lopes
Sérgio Gonçalves Lopes (ur. 11 stycznia 1941 w Osasco, zm. 5 sierpnia 2024 we Florianópolis) – brazylijski piłkarz, występujący na pozycji ofensywnego pomocnika.

## Kariera klubowa
Karierę piłkarską Sérgio Lopes rozpoczął w São Paulo FC w 1957 roku. Z São Paulo zdobył mistrzostwo stanu São Paulo – Campeonato Paulista w 1957 roku. W São Paulo FC występował do 1963 roku (z roczną przerwą na grę w SC Internacional. Z Internacionalem zdobył mistrzostwo stanu Rio Grande do Sul – Campeonato Gaúcho w 1961 roku. W latach 1964–1968 był zawodnikiem Grêmio Porto Alegre. Z Grêmio Porto Alegre pięciokrotnie zdobył mistrzostwo stanu Rio Grande do Sul w 1964, 1965, 1966, 1967 i 1968 roku. W 1971 i 1973 roku występował w Athletico Paranaense.
W 1972 roku występował w Portuguesie São Paulo. W Portuguesie 2 listopada 1972 w przegranym 0-1 meczu z CR Flamengo Sérgio Lopes zadebiutował w lidze brazylijskiej. W 1974 występował w Sampaio Corrêa São Luís, z którego przeszedł do Figueirense FC, w którym zakończył karierę rok później. W Figueirense 1 września 1976 w przegranym 0-6 meczu z SC Internacional Sérgio Lopes po raz ostatni wystąpił w lidze. Ogółem w lidze brazylijskiej rozegrał 61 spotkania, w których strzelił 2 bramki.

## Kariera reprezentacyjna
W reprezentacji Brazylii Sérgio Lopes zadebiutował 17 kwietnia 1966 w wygranym 1-0 meczu z reprezentacją Chile w Copa Bernardo O’Higgins 1966. Drugi i ostatni raz w reprezentacji Sérgio Lopes wystąpił trzy dni później w przegranym 1-2 meczu z tym samym rywalem.
| Mecze i gole w reprezentacji | Mecze i gole w reprezentacji | Mecze i gole w reprezentacji | Mecze i gole w reprezentacji | Mecze i gole w reprezentacji | Mecze i gole w reprezentacji | Mecze i gole w reprezentacji |
| #                            | Data                         | Miasto                       | Przeciwnik                   | Gol                          | Wynik                        | Rozgrywki                    |
| ---------------------------- | ---------------------------- | ---------------------------- | ---------------------------- | ---------------------------- | ---------------------------- | ---------------------------- |
| 1.                           | 17.04.1966                   | Santiago                     | Chile                        |                              | 1:0                          | Copa Bernardo O’Higgins 1966 |
| 2.                           | 20.04.1966                   | Santiago                     | Chile                        |                              | 1:2                          | Copa Bernardo O’Higgins 1966 |